# Névadás az ókori Görögországban
Az ókori görögök, más népekhez hasonlóan  a homéroszi korban csak egy nevet viseltek. A nemesség kialakulásakor és megszilárdulásakor tűnt fel az egyéni név mellett az apai vagy nemzetségi név is. pl. Atreidész (Atreusz fia). Ez a szokás azonban a nemesség bukásakor és a demokrácia kialakulásakor feledésbe merült. Hivatalosan később is használtak 3 nevet a szabad görögök, de gyakorlatban csak az egyéni nevet használták. A hármas név első tagja az egyéni név volt, ezt követte az apa neve birtokos esetben, majd a törzsnek vagy a városi kerületnek a nevéből alkotott név, pl. Démoszthenész Démoszthenousz Paianieusz (a paianaiai Démoszthenész fia, Démoszthenész). Egyéni nevükhöz a nők apjuk vagy férjük és nemzetségük nevét tették hozzá.
A nevek egy része egyelemű volt, pl. Kleón, Platón, az i. e. 5. századtól kezdve gyakoriak a képes értelmű, szimbolikus összetett nevek mint a Periklész (nagyon híres), Ageszilaosz (népet vezető), Démoszthenész (a nép ereje), Nikosztratosz (a győzelem serege), Philipposz (lókedvelő), Alexandrosz (embereket vagy emberek ellen oltalmazó), Theodórosz (isten ajándéka). Az összetett nevekben kezdetben a birtokos jelző megelőzte a birtokot, de ezt meg is lehetett fordítani, pl. Theodórosz ~ Dórotheosz. A nők neve azonos volt a férfiakéval, csak a végződésük különböztette meg, pl. León ~ Leaina, Szókratész ~ Szókratea. Athénban az elsőszülött fiúk gyakran viselték apjuk nevét, a többiek pedig a család többi férfi tagjáét, ezért a nevek sokszor ismétlődtek.
A rabszolgáknak csak egy nevük volt, ami jelölhetett testi vagy lelki tulajdonságot, származást vagy mesterséget. A kereszténység először a rabszolgák között terjedt, így sok rabszolganév, a női nevek között pedig sok hetéranév jutott be a keresztény névanyagba, ahonnan a latin nyelv közvetítésével jutottak el a magyar nevek közé.
Magyarországon a ma is használt görög eredetű nevek több csoportba oszthatóak:
- testi vagy szellemi tulajdonság: Ágnes (Hagnész: tiszta), Ágota (Agatha: jó), András (Andreasz: férfias)
- származás: Borbála (Barbara: barbár, nem görög név), Arisztid (Ariszteidész: nemes származású), Eugén (Eugenész: jó születésű, előkelő)
- foglalkozás: György (Geórgiosz: földműves)
- metaforikus, költői vagy kívánságnév: Ambrus (Ambrosziosz: halhatatlan), Elek (Alexiosz: védő), Fruzsina (eredetileg hetéranév, Euphroszüné: öröm), Ilona (Helené: világító, fényes), Irén (Eiréné: béke), István (sztephanosz: koszorú), Jácint (Hüakinthosz: jácint), Keresztély (Khrisztianosz: keresztény), Péter (a héber Kéfás fordítása görögre, Petrosz: kő, szikla), Sebestyén (szebasztosz: magasztos, felséges), Leó (León: oroszlán), Vazul, Vászoly (Baszileiosz: királyi), Zénó (Zénón: isteni), Zsófia (Szophia: bölcsesség)
- A pogány görögöknél szokás volt az isteneknek felajánlani az újszülöttet, így maradt fent három görög és egy egyiptomi isten neve keresztény nevekben: Apollónia (Apollónnak ajánlott), Dénes (Dionüsziosz: Dionüszosznak ajánlott), Dömötör, Demeter (Démétriosz: Démétér földistennőnek ajánlott), Izidor (Iszidórosz: Ízisz istennőnek ajánlott)
- Több görög név tartalmazza a theosz (isten) szót: Dorottya (Dórothea: isten ajándéka), Kristóf (Khrisztophorosz: Krisztust hordozó), Teofil (Theophilosz: isten kedveltje), Tódor, Tivadar (Theodórosz: isten ajándéka), Timót (Timotheosz: isten becsülője)
- Egyéb nevek: Fülöp (Philipposz: lókedvelő), Katalin (Aeikathariné: tiszta), Miklós (hozzánk szláv közvetítéssel jutott el, Nikolaosz: niké+laosz, győzelem + nép) Pongrác (pan: minden és kratosz: erő), Veronika (Phereniké, Bereniké: győzelmet hozó), Jeromos (Hieronümosz: szent nevű), Gergely (Grégoriosz: ébren őrködő)
- Előfordult, hogy a héber nevek a görögben kis átalakítással értelmessé váltak: Simon (héber Simeon: meghallgattatás, görög Szimón: pisze) Tamás (arameus Teomo: iker, görög Thomasz: csodálatos)
- A kései keresztény nevek közül görög eredetű még az Angéla (angelosz: hírnök), Teréz (spanyol átalakítása a therosz: nyár szónak)